# Arthunge
Arthunge (en népalais : अर्थुङ्गे) est un comité de développement villageois du Népal situé dans le district de Myagdi. Au recensement de 2011, il comptait 11 738 habitants.